# Tugana cudina
Espèce
Tugana cudina est une espèce d'araignées aranéomorphes de la famille des Amaurobiidae.

## Distribution
Cette espèce est endémique de Cuba.

## Étymologie
Son nom d'espèce lui a été donné en référence au lieu de sa découverte, Cudina.

## Publication originale
- Alayón, 1992 : El género Tugana (Arachnida: Araneae: Amaurobiidae). Poeyana, no 416, p. 1-8.